# Marian Dyduszyński
Marian Dyduszyński – polski urzędnik samorządowy.

## Życiorys
W okresie zaboru austriackiego w ramach autonomii galicyjskiej. Początkowo był zatrudniony w C. K. Namiestnictwie we Lwowie, skąd był przydzielony do urzędu starostwa c. k. powiatu samborskiego jako praktykant konceptowy od około 1901, następnie jako koncepista namiestnictwa, a od około 1907 etatowo pracował tam w randze komisarza. W tym okresie, około 1907/1908 i ponownie od około 1910 w randze komisarza rządowego figurował w zarządzie Powiatowej Kasy Oszczędności w Samborze.
W styczniu 1914 został przeniesiony w charakterze komisarza powiatowego do urzędu starostwa c. k. powiatu sanockiego i pracował na tym stanowisku już po wybuchu I wojny światowej do około 1915 (był w 1915). Od około 1915 był komisarzem powiatowym w urzędzie starostwa c. k. powiatu drohobyckiego, a od około 1916 był tam wyższym komisarzem powiatowym i wobec nieobsadzenia posady kierownika starostwa do 1918 pozostawał najwyższym urzędnikiem w tym urzędzie.
Po odzyskaniu przez Polskę niepodległości i nastaniu II Rzeczypospolitej wstąpił do służby samorządowej. Był kierownikiem powiatu brodzkiego, a w 1925 został mianowany starostą tegoż. Sprawował posadę starosty powiatu tłumackiego, po czym z dniem 15 maja 1929 został przeniesiony do Urzędu Wojewódzkiego w Stanisławowie w charakterze radcy wojewódzkiego.

## Odznaczenie
- Krzyż Jubileuszowy dla Cywilnych Funkcjonariuszów Państwowych (przed 1912)[4]